# Mullerthal Trail

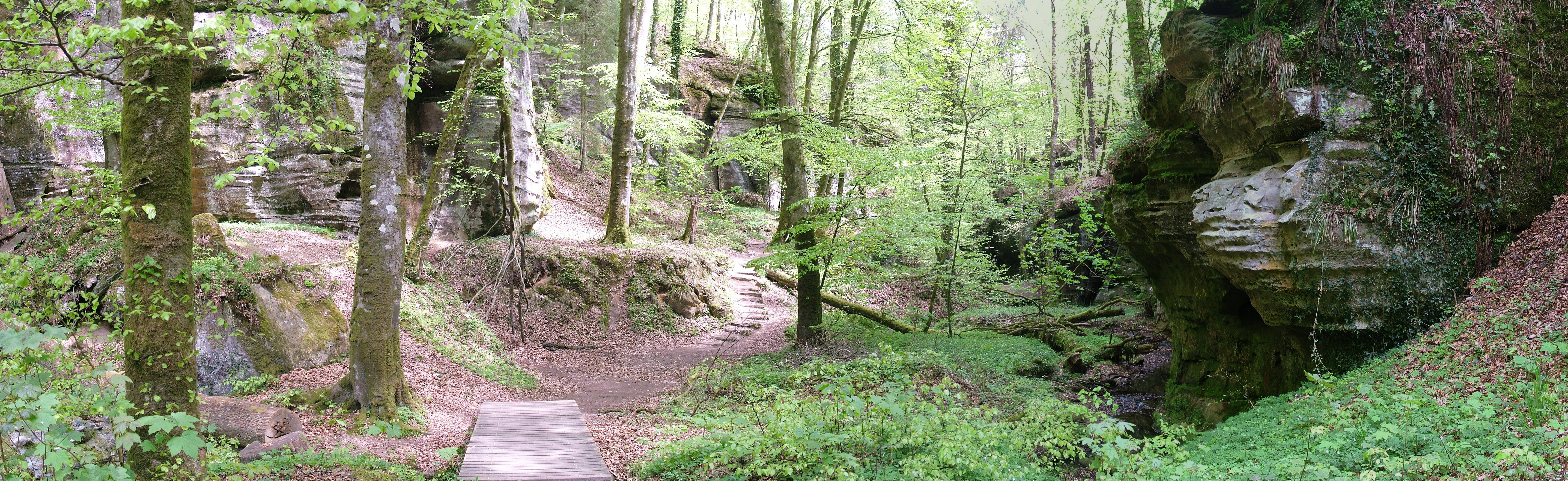

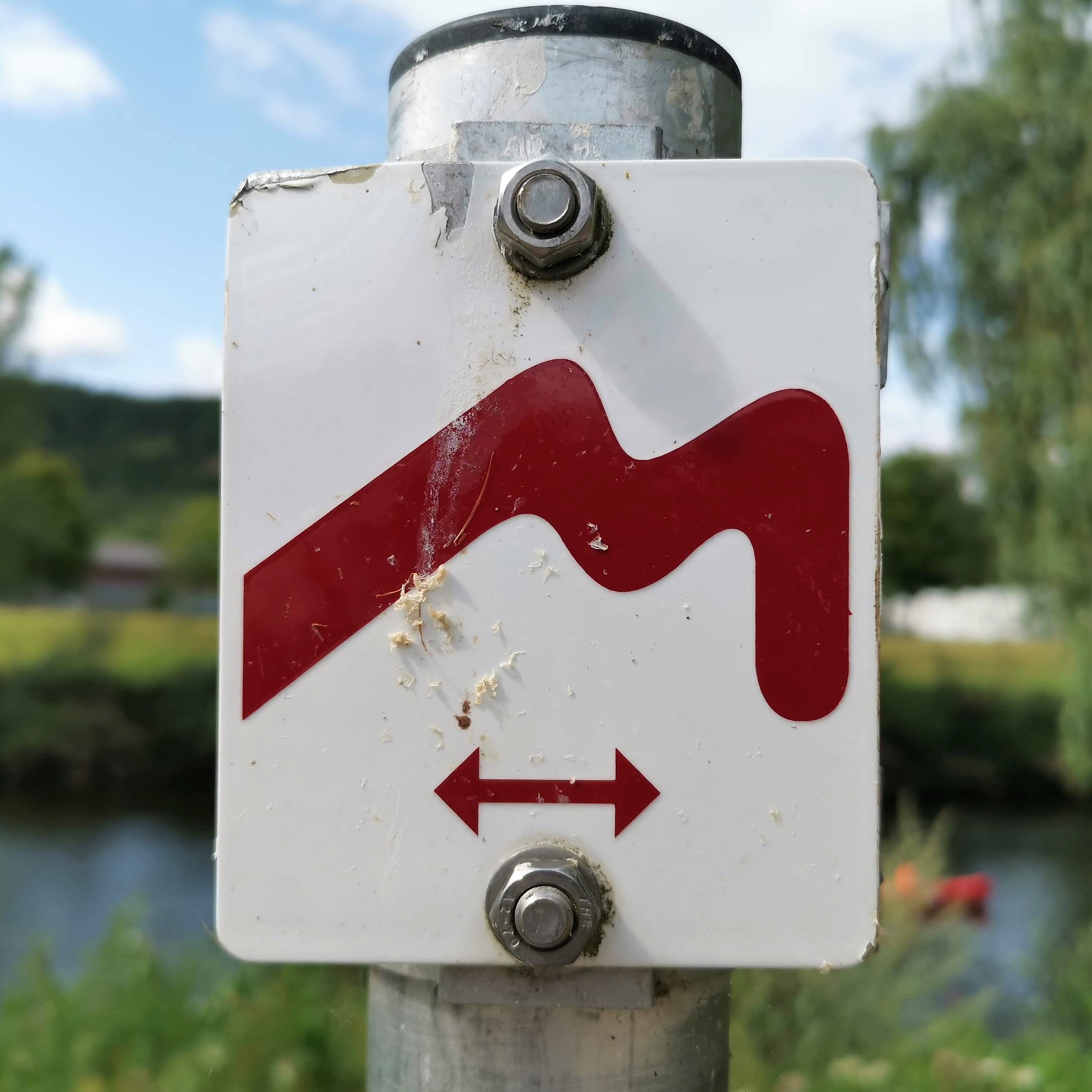

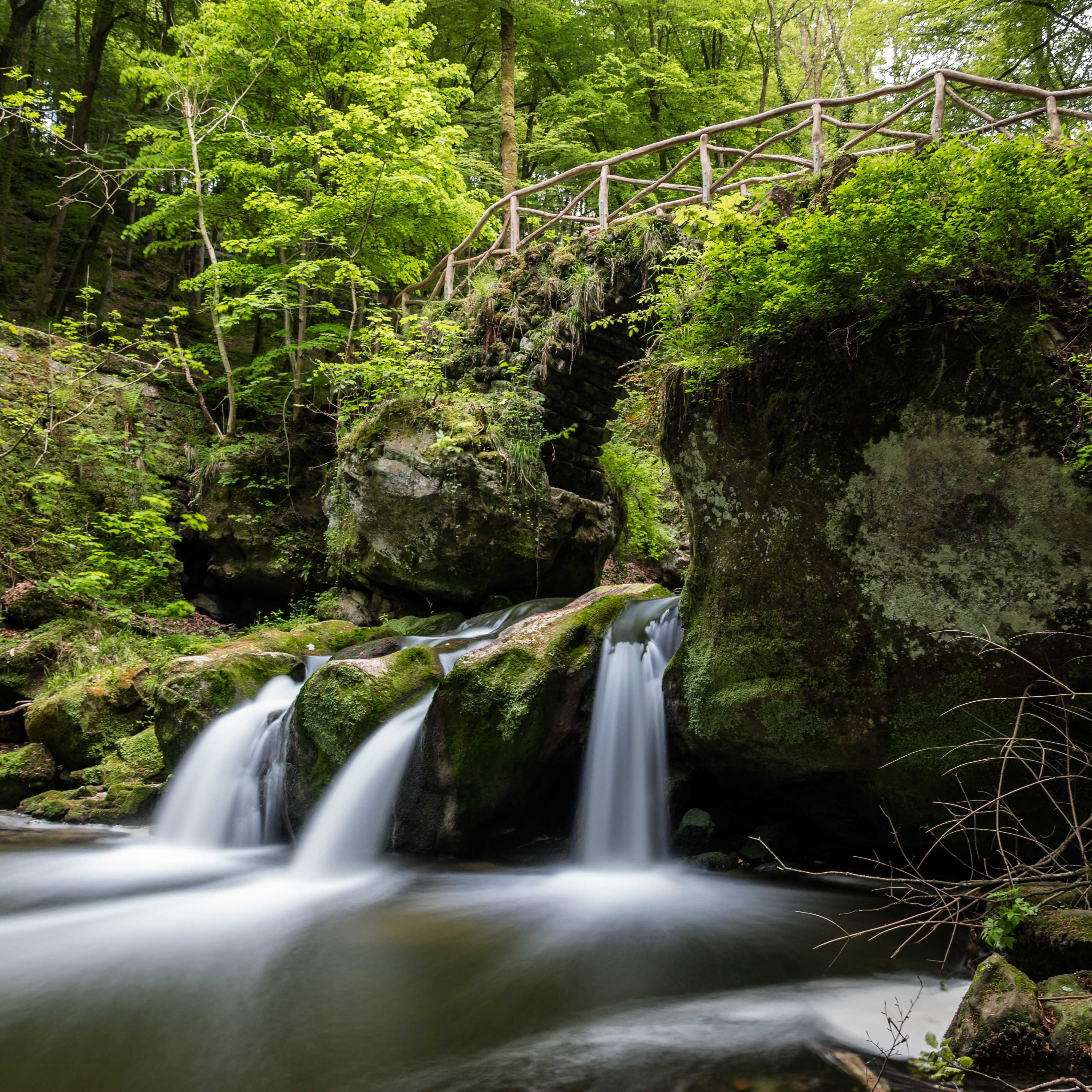

De Mullerthal Trail (Luxemburgs: Mëllerdall Trail) is een langeafstandswandelpad in het Mullerthal (natuurpark Mëllerdall, Luxemburgs Klein Zwitserland) in Luxemburg. De bewegwijzerde route is 112 kilometer lang en bestaat uit drie lussen. De route loopt door bossen en langs rotsformaties en kloven van zandsteen.

## Routes
De Mullerthal trail is een bekroonde wandelroute in Luxemburg. Deze trail bestaat totaal uit zo'n 112 km aan wandelpaden, onderverdeeld in drie hoofdroutes:
1. Route 1: Echternach - Rosport - Moersdorf - Herborn. De totale lengte is 38 km
2. Route 2: Echternach - Berdorf - Mullerthal - Hersberg - Scheidgen. De totale lengte is 40 km
3. Route 3: Mullerthal - Blumenthal - Larochette - Beaufort. De totale lengte is 39 km

Daarnaast zijn er verschillende wat men noemt Extra Touren. Ook deze wandelingen zijn rondwandelingen en vaak iets korter en gelegen grenzend aan het kerngebied van de drie bovenstaande trails, waardoor ze telkens ook in combinatie met één van bovenstaande gewandeld kunnen worden.
- ExtraTour A: Mederdach - Nommern - Meysembourg - Larochette. De totale lengte is 23 km.
- ExtraTour B: Beaufort - Bigelbaach - Dillingen. De totale lengte is 13 km.
- ExtraTour C: Altrier - Bech- Hersberg. De totale lengte is 9 km.
- ExtraTour D: Junglinster - Graulinster - Altlinster - Bourglinster. De totale lengte is 32 km.

De hoofdroutes worden aangeduid met een rode gestileerde 'M', terwijl de ExtraTouren door een oranje 'M' worden bewegwijzerd. 
Alle circulaire wandelingen zijn zowel in wijzerzin als tegenwijzerzin aangeduid en kunnen dus in beide richtingen gestapt worden. Gezien de aard van het terrein lenen de verschillende wandelingen zich enkel voor wandelaars en zijn ze niet geschikt voor buggies of rolstoelgebruikers.